# Хенгер, Адриан
Адриан Хенгер (пол. Adrian Henger; 18 мая 1996 года, Голенюв, Польша) — польский футболист, играющий на позиции голкипера. Ныне выступает за польский клуб «Погонь».

## Карьера
Хенгер начинал заниматься футболом с своём родном городе, Голенюве. В 2014 году перешёл в академию «Погони», где выступал за вторую команду. 17 сентября 2016 года дебютировал в польском чемпионате в поединке против плоцкой «Вислы», пропустив в первом своём матче 2 мяча.